# Otec neznámý aneb Cesta do hlubin duše výstrojního náčelníka
Otec neznámý aneb Cesta do hlubin duše výstrojního náčelníka je česká komedie z roku 2001.
Na samém začátku komedie stál jednostránkový divácký dopis. Základní dramatická situace z tohoto dopisu, v níž těhotná dívka hledá otce pro své ještě nenarozené dítě, nadchla dramaturga a scenáristu Ivo Pelanta, který posunul celý příběh do současnosti, a vznikla komedie z vojenského prostředí.

## Základní údaje
- Režie: Karel Kachyňa
- Hrají: Karel Heřmánek, Naďa Konvalinková, Martha Issová, Jakub Zdeněk, Jan Budař, Bohumil Klepl, Jaroslava Kretschmerová, Vlastimil Zavřel